# Charles S. Dutton

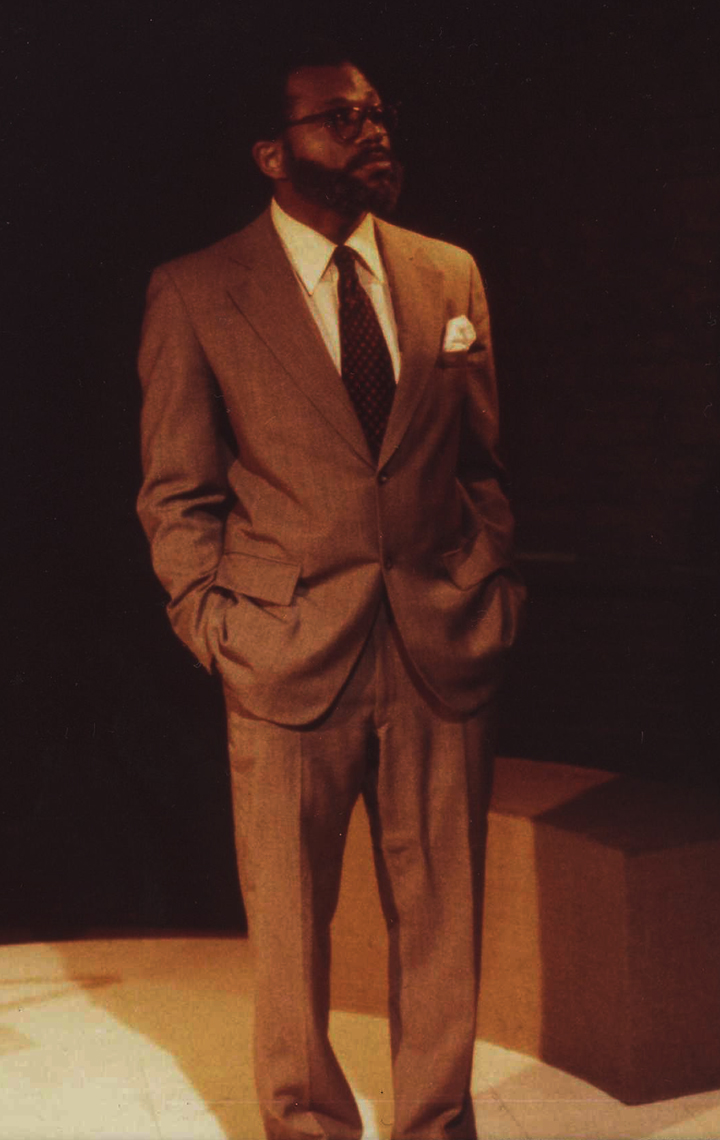
Charles S. Dutton under en medverkan i pjäsen Equus, den 9 maj 1979.

Charles Stanley Dutton, mer känd som Charles S. Dutton, född 30 januari 1951 i Baltimore i Maryland, är en amerikansk skådespelare och regissör. Han är särskilt känd för sina kraftfulla och ofta intensiva roller, både på scen och film. Han har också medverkat i många långfilmer, bland annat i Alien 3 (1992), Rudy (1993), Menace II Society (1993), Juryn – A Time to Kill (1996), Cookie's Fortune (1999) och Gothika (2003).

## Filmografi (i urval)

### Film
| År   | Titel                            | Roll                     | Noter                                                               |
| ---- | -------------------------------- | ------------------------ | ------------------------------------------------------------------- |
| 1985 | Cat's Eye                        | Dom                      |                                                                     |
| 1986 | The Best of Times                | Doktor Death             | Okrediterad                                                         |
| 1988 | Utan nåd                         | Sergeant Sandy           |                                                                     |
| 1988 | Crocodile Dundee II              | Leroy Brown              |                                                                     |
| 1989 | Jacknife                         | Jake                     |                                                                     |
| 1990 | Dödligt protokoll                | Detektiv Sam Chapman     |                                                                     |
| 1991 | Mississippi Masala               | Tyrone Williams          |                                                                     |
| 1992 | Alien 3                          | Leonard Dillon           | Nominerad till en Saturn Award för bästa manliga biroll             |
| 1992 | Varning Washington               | Elijah Hawkins           |                                                                     |
| 1993 | Menace II Society                | Mr. Butler               |                                                                     |
| 1993 | Rudy                             | Fortune                  |                                                                     |
| 1994 | Surviving the Game               | Walter Cole              |                                                                     |
| 1994 | A Low Down Dirty Shame           | Sonny Rothmiller         |                                                                     |
| 1995 | Gråt mitt älskade land           | John Kumalo              |                                                                     |
| 1995 | Seven                            | Polis                    | Okrediterad                                                         |
| 1995 | I sista sekunden                 | Huey                     |                                                                     |
| 1996 | Juryn – A Time to Kill           | Sheriff Ozzie Walls      |                                                                     |
| 1996 | Get on the Bus                   | George                   |                                                                     |
| 1997 | Mimic                            | Konstapel Leonard Norton |                                                                     |
| 1998 | Black Dog                        | Agent Allen Ford         |                                                                     |
| 1999 | Cookie's Fortune                 | Willis Richland          | Nominerad till en Independent Spirit Award för bästa manliga biroll |
| 1999 | Stulen lycka                     | Alcee                    |                                                                     |
| 2002 | D-Tox                            | FBI-agent Hendricks      |                                                                     |
| 2003 | Gothika                          | Dr. Douglas Grey         |                                                                     |
| 2004 | Against the Ropes                | Felix Reynolds           | Även regissör                                                       |
| 2004 | Secret Window                    | Ken Karsch               |                                                                     |
| 2005 | The L.A. Riot Spectacular        | Borgmästaren             |                                                                     |
| 2007 | Honeydripper                     | Maceo                    |                                                                     |
| 2008 | The Third Nail                   | Sydney Washington        |                                                                     |
| 2008 | American Violet                  | Pastor Sanders           |                                                                     |
| 2008 | The Express                      | Willie Davis             |                                                                     |
| 2009 | Fame                             | Mr. James Dowd           |                                                                     |
| 2010 | Legion                           | Percy Walker             |                                                                     |
| 2012 | Bad Ass                          | Panther                  |                                                                     |
| 2012 | LUV                              | Cofield                  |                                                                     |
| 2014 | Robotic Cop                      | Borgmästare Jacobs       |                                                                     |
| 2014 | Scooby-Doo! WrestleMania Mystery | Cookie                   |                                                                     |
| 2015 | The Perfect Guy                  | Roger Vaughn             |                                                                     |

### TV
| År         | Titel                               | Roll                         | Noter |
| ---------- | ----------------------------------- | ---------------------------- | --- |
| 1985, 1986 | Miami Vice                          | Löjtnant Pearson/Ed McCain   | 2 avsnitt |
| 1985       | McCall                              | Abmennet                     | Avsnittet "Bump and Run"                                                                                      |
| 1986       | Cagney och Lacey                    | Mr. Johnson                  | Avsnittet "The Marathon"                                                                                      |
| 1986       | Hemligt vittne                      | Biträdande distriktsåklagare | TV-film |
| 1988       | Vem mördade Mary Phagan?            | Jim Conley                   | TV-film |
| 1994       | Vadå, mörkrädd?                     | Kapten Jonas Cutter          | 2 avsnitt |
| 1996       | Uppdrag: mord                       | Elijah Sanborn               | Avsnittet "Prison Riot"                                                                                       |
| 1998       | Oz                                  | Professor Alva Case          | Avsnittet "The Tip" Nominerad till en Primetime Emmy Award för bästa manliga gästskådespelare i en dramaserie |
| 1999       | Aftershock: Earthquake in New York  | Mayor Bruce Lincoln          | TV-film |
| 2000       | The Corner                          | i.u.                         | TV-film Regissör Primetime Emmy Award för bästa regi av en miniserie, film eller dramaspecial                 |
| 2001       | Ed                                  | Pastor Carver                | Avsnittet "Valentine's Day"                                                                                   |
| 2001       | Sopranos                            | Konstapel Wilmore            | Avsnittet "Another Toothpick"                                                                                 |
| 2001       | Advokaterna                         | Leonard Marshall             | Avsnittet "Killing Time" Primetime Emmy Award för bästa manliga gästskådespelare i en dramaserie              |
| 2002–2003  | Brottskod: Försvunnen               | Chet Collins                 | 2 avsnitt Primetime Emmy Award för bästa manliga gästskådespelare i en dramaserie                             |
| 2005       | The L Word                          | Dr. Benjamin Bradshaw        | 4 avsnitt |
| 2005–2006  | Threshold                           | J.T. Baylock                 | 13 avsnitt |
| 2006–2007  | House                               | Rodney Foreman               | 2 avsnitt |
| 2007       | My Name Is Earl                     | Reggie                       | Avsnitt "Get a Real Job"                                                                                      |
| 2009       | CSI: New York                       | Talmadge Neville             | Avsnittet "Greater Good"                                                                                      |
| 2010       | Dark Blue                           | Walter Shell                 | Avsnittet "Shell Game"                                                                                        |
| 2011       | Law & Order: LA                     | Pastor Davidson              | Avsnittet "Carthay Circle"                                                                                    |
| 2011       | Criminal Minds                      | Tony Cole                    | Episode: "The Bittersweet Science"                                                                            |
| 2011       | American Horror Story: Murder House | Detektiv Granger             | 2 avsnitt |
| 2012       | The Good Wife                       | Pastor Damon                 | Avsnittet "Blue Ribbon Panel"                                                                                 |
| 2012–2014  | Longmire                            | Detektiv Fales               | 6 avsnitt |
| 2013       | Zero Hour                           | Fader Mickle                 | 6 avsnitt |
| 2014       | The Following                       | FBI-direktör Tom Franklin    | Avsnittet "The Messenger"                                                                                     |